# Sphaerechinus granularis
Oursin granuleux, Oursin violet
Espèce
Synonymes
- Echinus granularis de Lamarck, 1816 Protonyme
- Echinus (Toxopneustes) granularis (Lamarck, 1816)
- Strongylocentrotus granularis (Lamarck, 1816)
- Echinus (Toxopneustes) brevispinosus (Blainville, 1825)
- Echinus brevispinosus Blainville, 1825
- Echinus dubius Blainville, 1825
- Echinus subglobiformis Blainville, 1825
- Sphærechinus brevispinosus (Blainville, 1825)
- Echinus (Toxopneustes) albidus (L. Agassiz, 1841)
- Echinus albidus L. Agassiz, 1841
- Toxopneustes brevispinosus (L. Agassiz, 1841)
- Sphaerechinus roseus Russo, 1893
- Sphærechinus ovarius Lambert & Thiéry, 1914

L’Oursin granuleux (Sphaerechinus granularis) est un oursin européen de la famille des Toxopneustidae, et du genre (monotypique) Sphaerechinus.

## Description

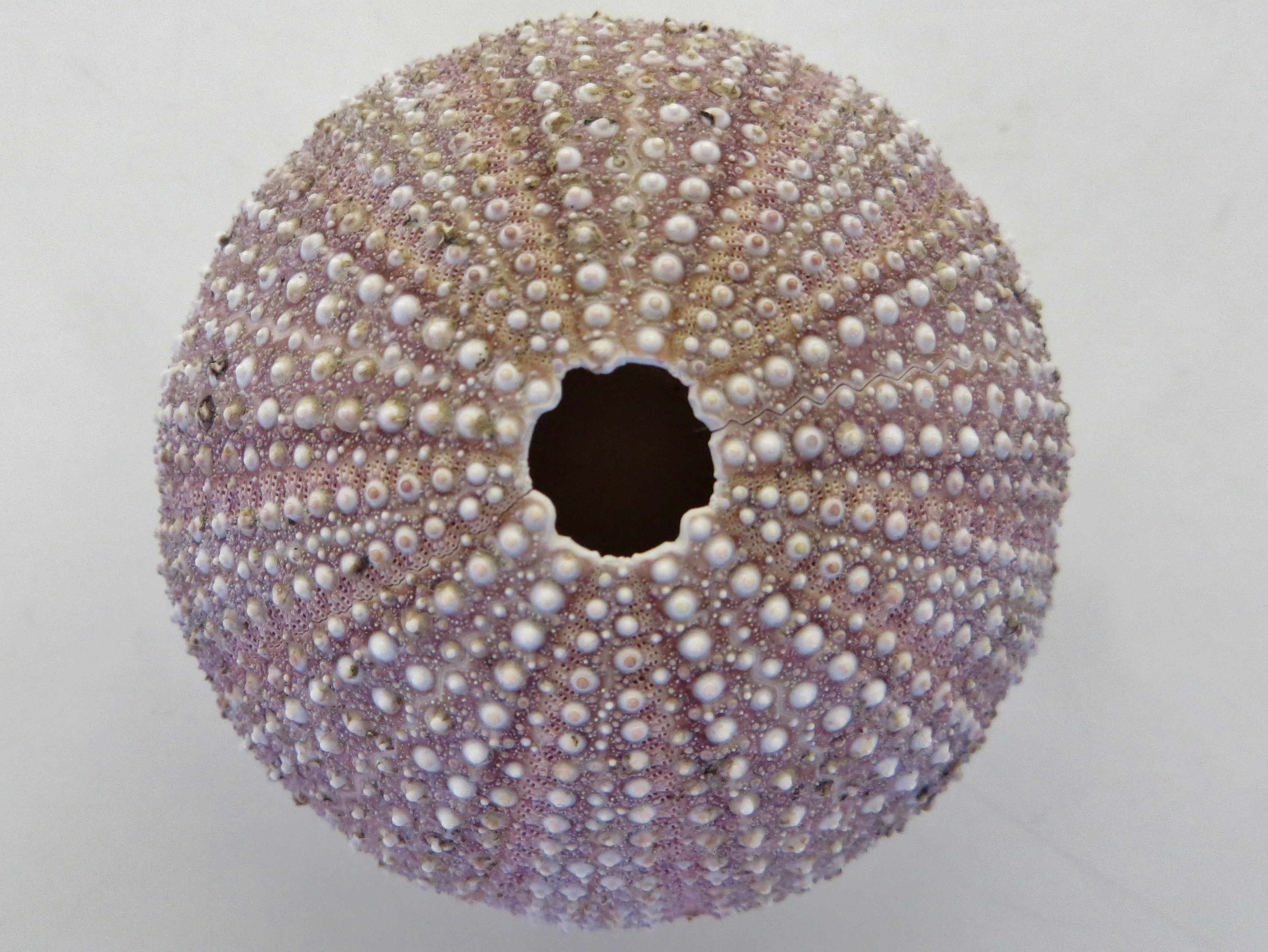
Test de Sphaerechinus granularis.

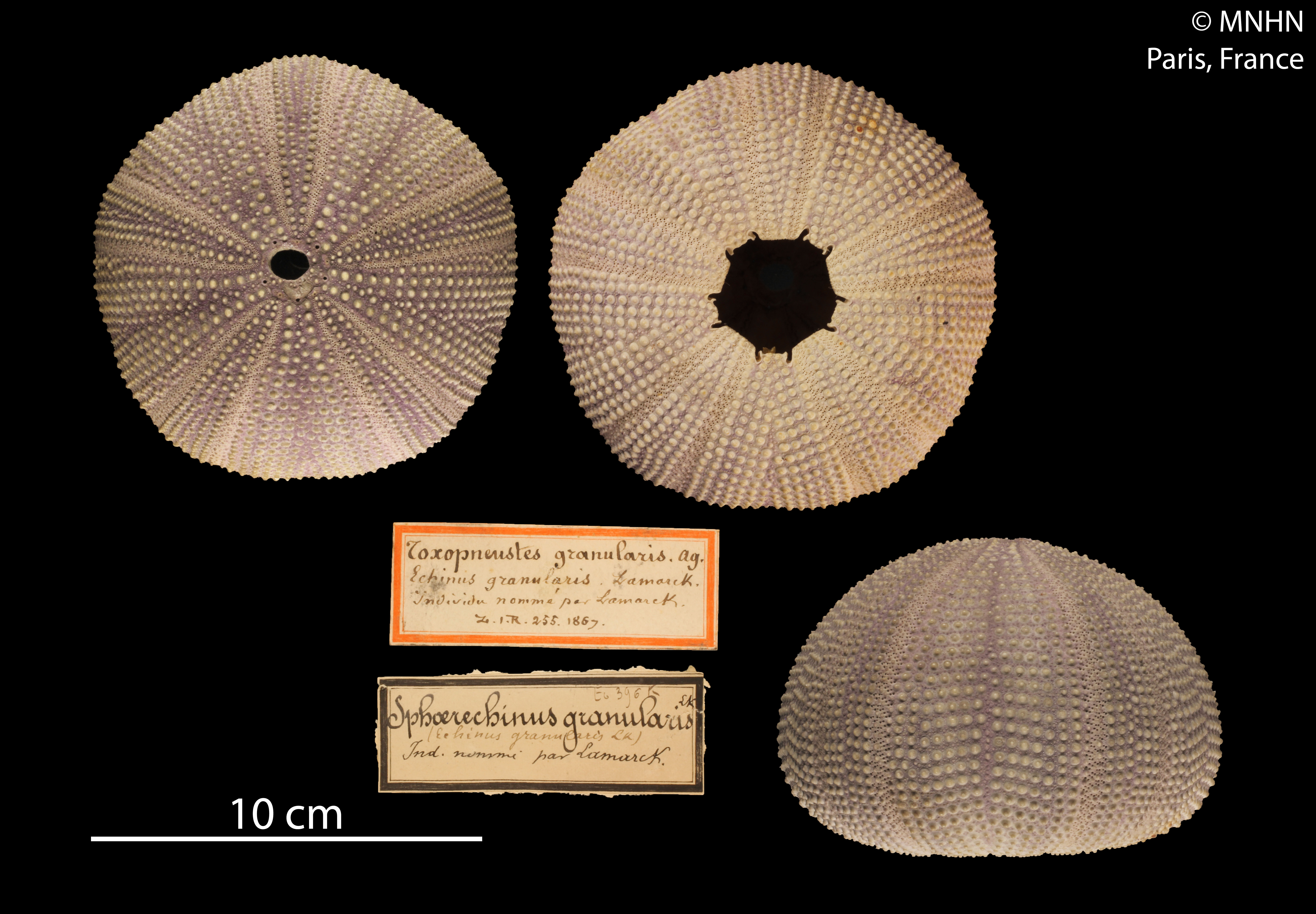
Spécimen du MNHN.

L’oursin granuleux est un assez gros oursin régulier, de forme sub-sphérique, mesurant entre 8 et 13 cm de diamètre. Le test (coquille) est généralement pourpre ou violet, parfois rose, bleu ou marron ; il est presque sphérique mais légèrement aplati dorsalement, notamment la face orale. Il est protégé par une grande densité de radioles (piquants), courts (2 cm environ) et robustes, blancs à leur pointe ou parfois entièrement, ce qui contraste fortement avec le test. Sa coloration générale varie du blanc au bleu sombre, en passant par différents violets, avec le test plus ou moins visiblement rouge. 
Dans ses formes foncées il peut être confondu avec Paracentrotus lividus (plus petit, qui n'a pas les pointes blanches, et des piquants plus longs et effilés), et dans ses formes plus claires avec Echinus esculentus (qui n'a pas les mêmes couleurs, et une forme plus bombée) ou Gracilechinus acutus (qui a des piquants plus longs et effilés). Les juvéniles peuvent être confondus avec Psammechinus microtuberculatus (habituellement plus vert et aux radioles moins homogènes) ou Genocidaris maculata (qui a un appareil apical plus complexe et des zones radiales nues). Il ressemble aussi à d'autres oursins blancs comme Tripneustes ventricosus, mais ne partage pas la même aire de répartition. Dans tous les cas, l'oursin granuleux est quasiment le seul en Europe à ne presque pas piquer quand on le caresse.
Les juvéniles sont plus roses, avec des radioles annelées de mauve et de blanc et le test parfois rougeâtre, alternant éventuellement avec des zones radiales blanches. 
Sur l'animal mort, le test débarrassé des radioles laisse voir leurs nombreux mamelons d'insertion arrondis, auxquels il doit son nom. Le test nu est généralement rose pâle uni.

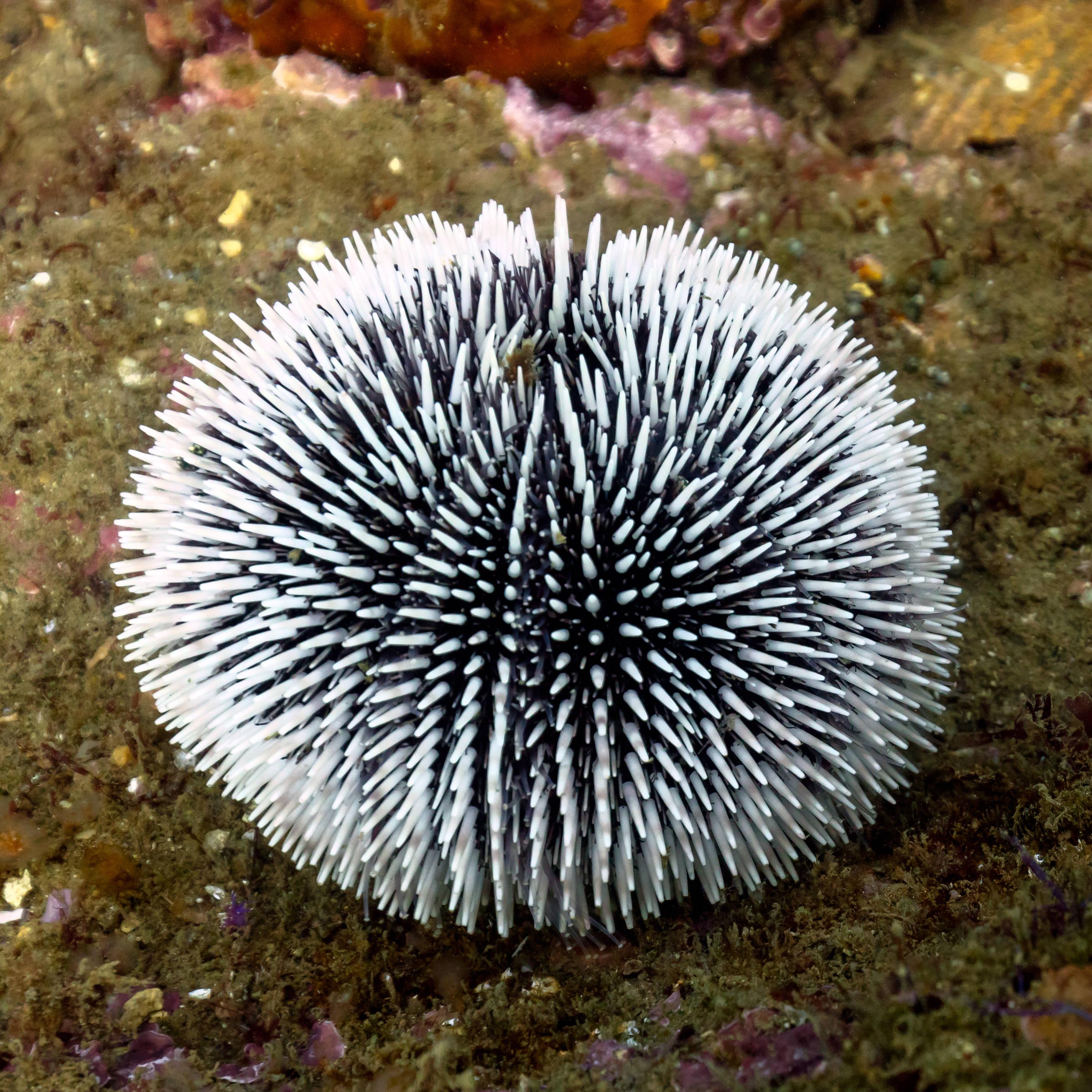
Oursin granuleux en gros plan, avec des piquants entièrement blancs.
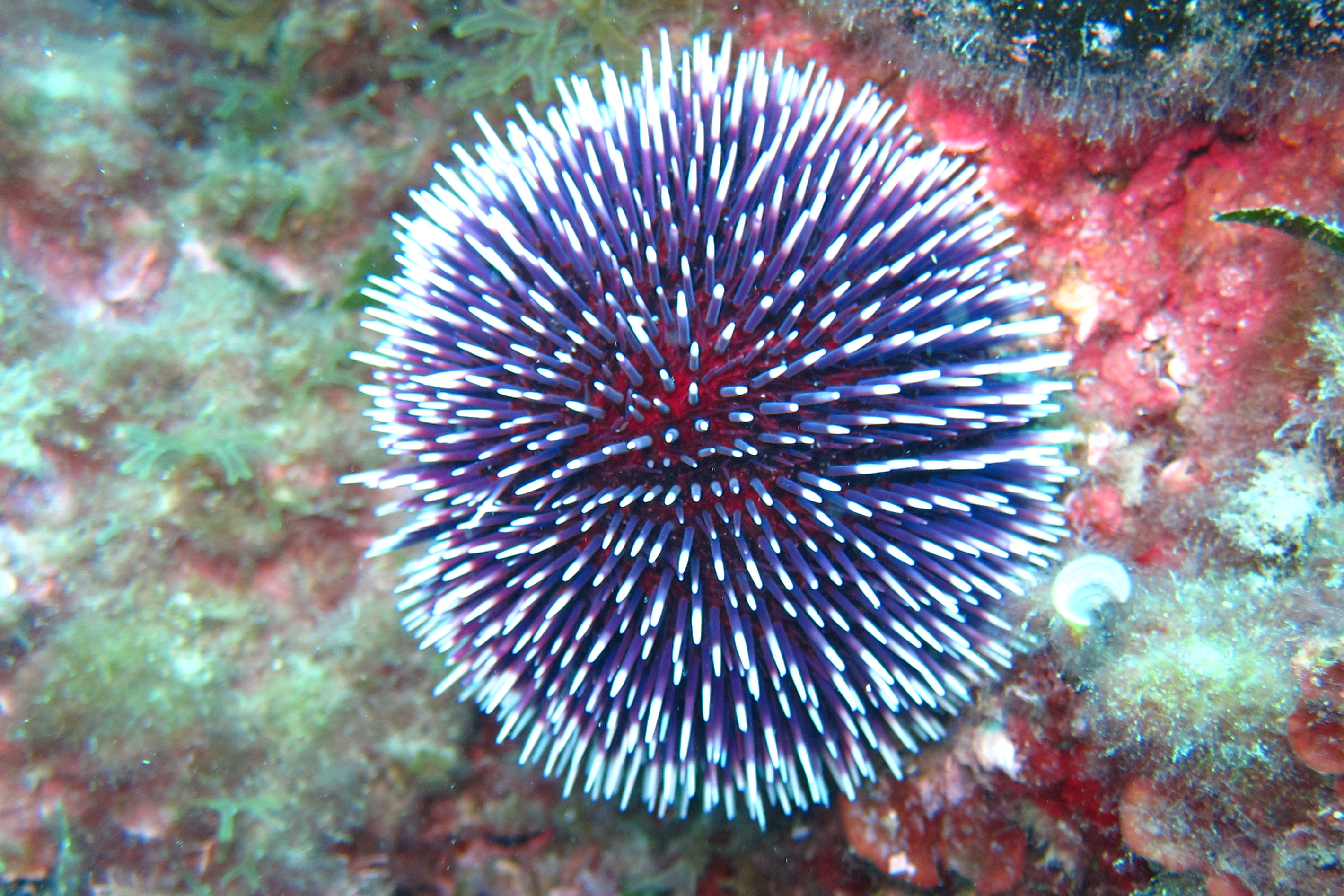
Individu plus sombre.
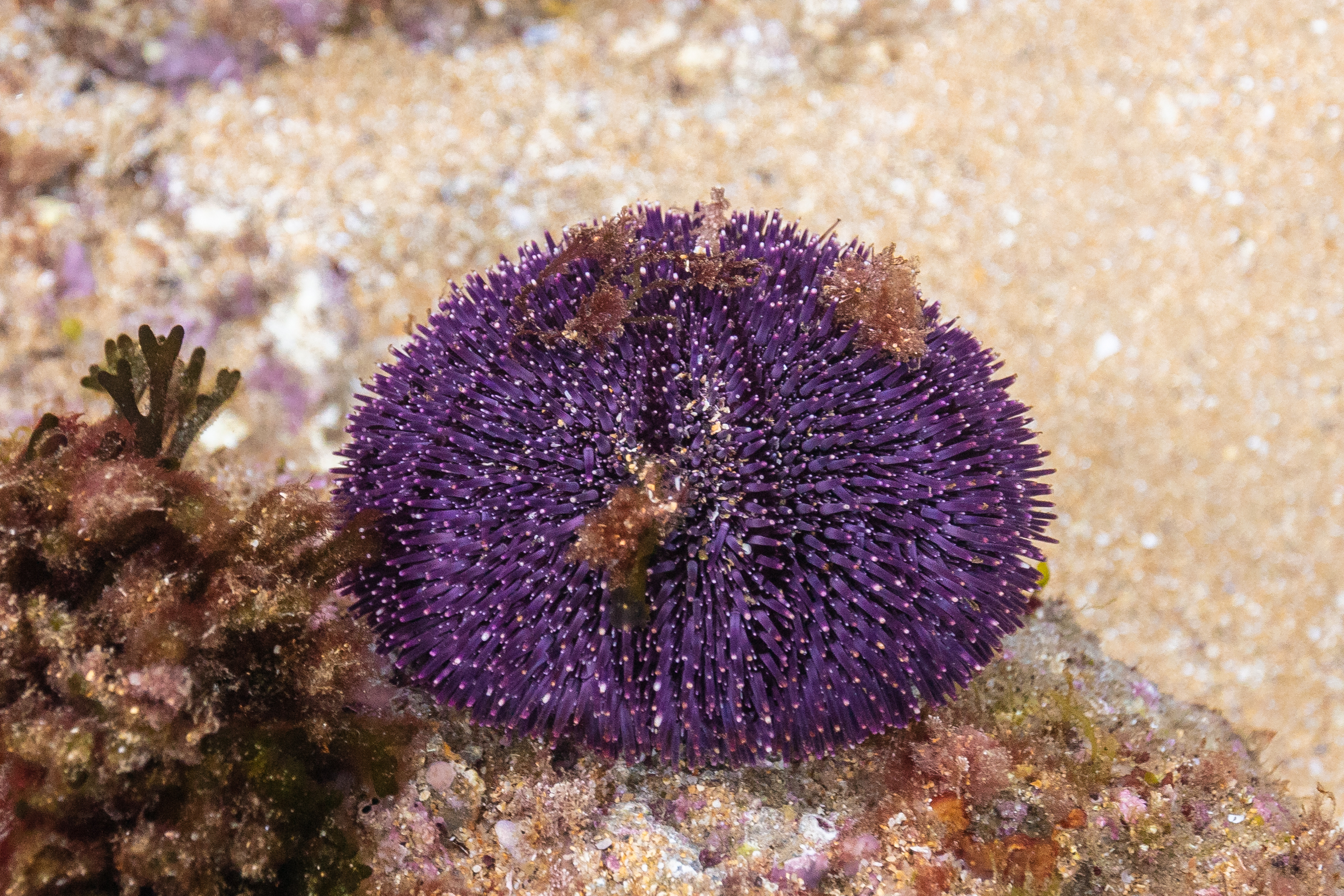
Individu violacé uni.
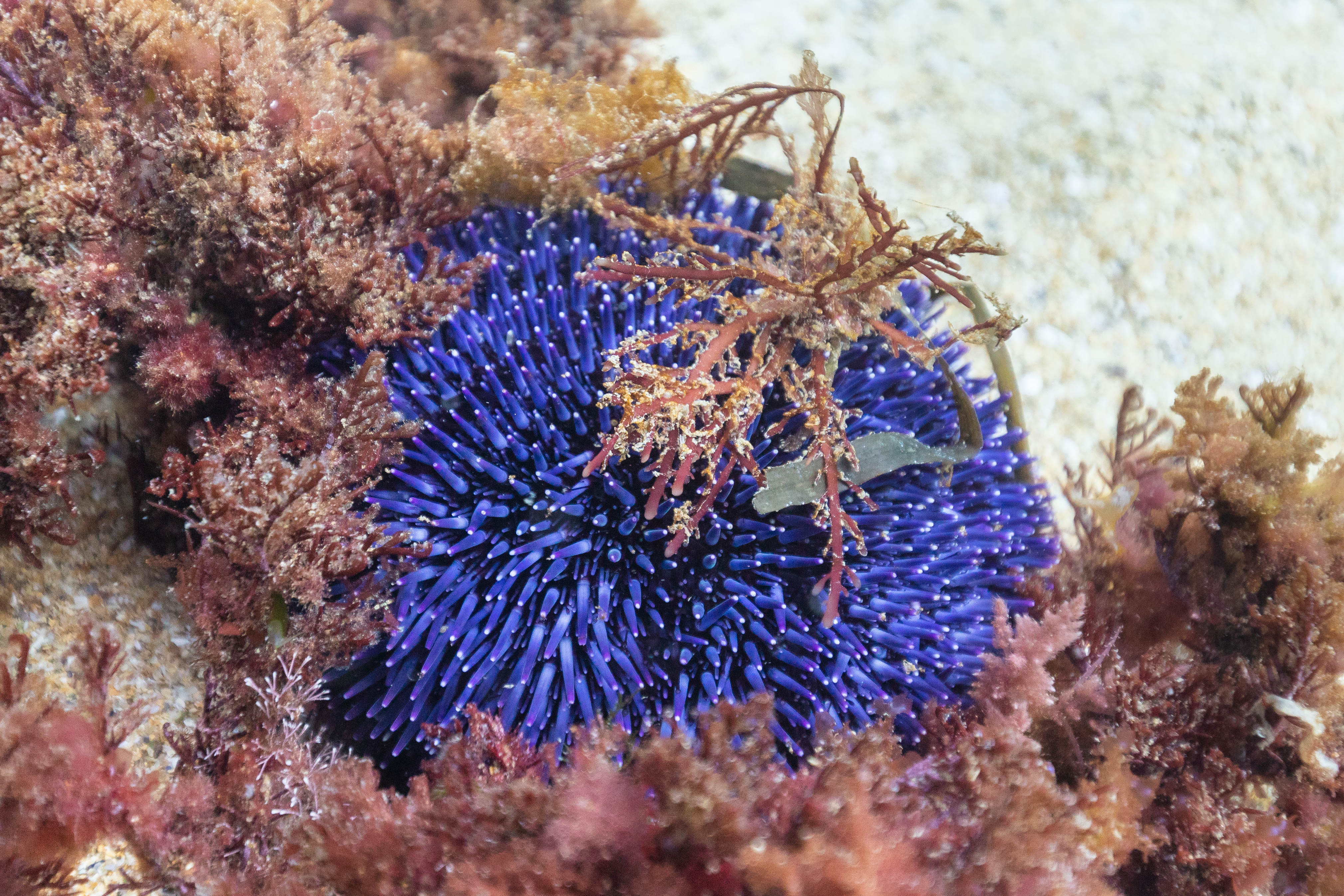
Spécimen bleuté.
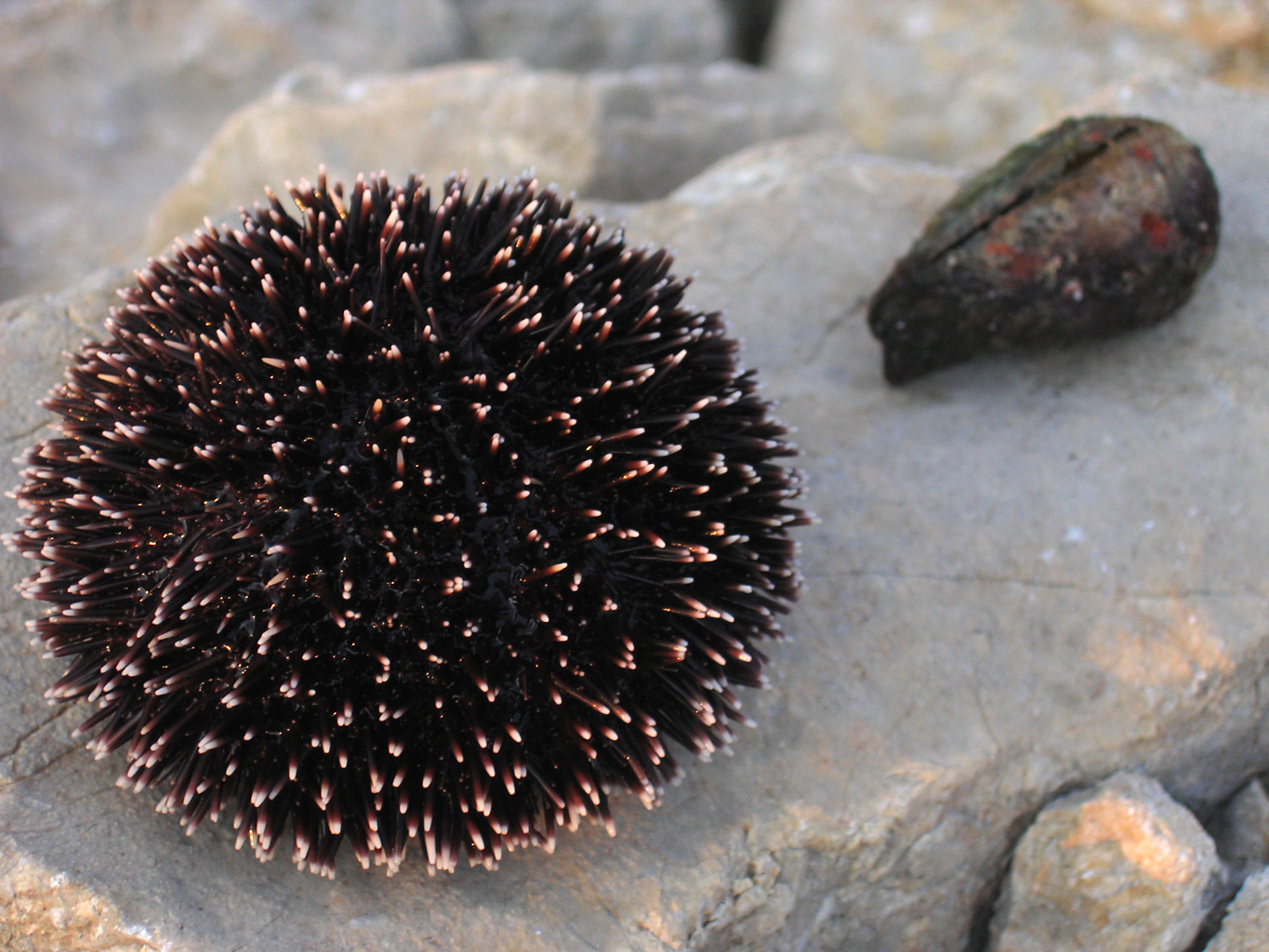
Individu très sombre (artificiellement sorti de l'eau).

## Répartition et habitat
C'est un oursin européen, qui se rencontre en Méditerranée occidentale et dans l'Atlantique est, du Cap Vert à la Manche. Il est particulièrement fréquent en Bretagne.
Il se rencontre dans différents types d'habitat, sur fonds meubles ou rocheux, ainsi que dans les herbiers marins. Il affectionne le coralligène. Il vit de la surface à 130 m de profondeur mais est plus commun passé les 10 premiers mètres ; les juvéniles, vulnérables, attendent souvent l'âge adulte pour se rapprocher des profondeurs de plongée récréative.

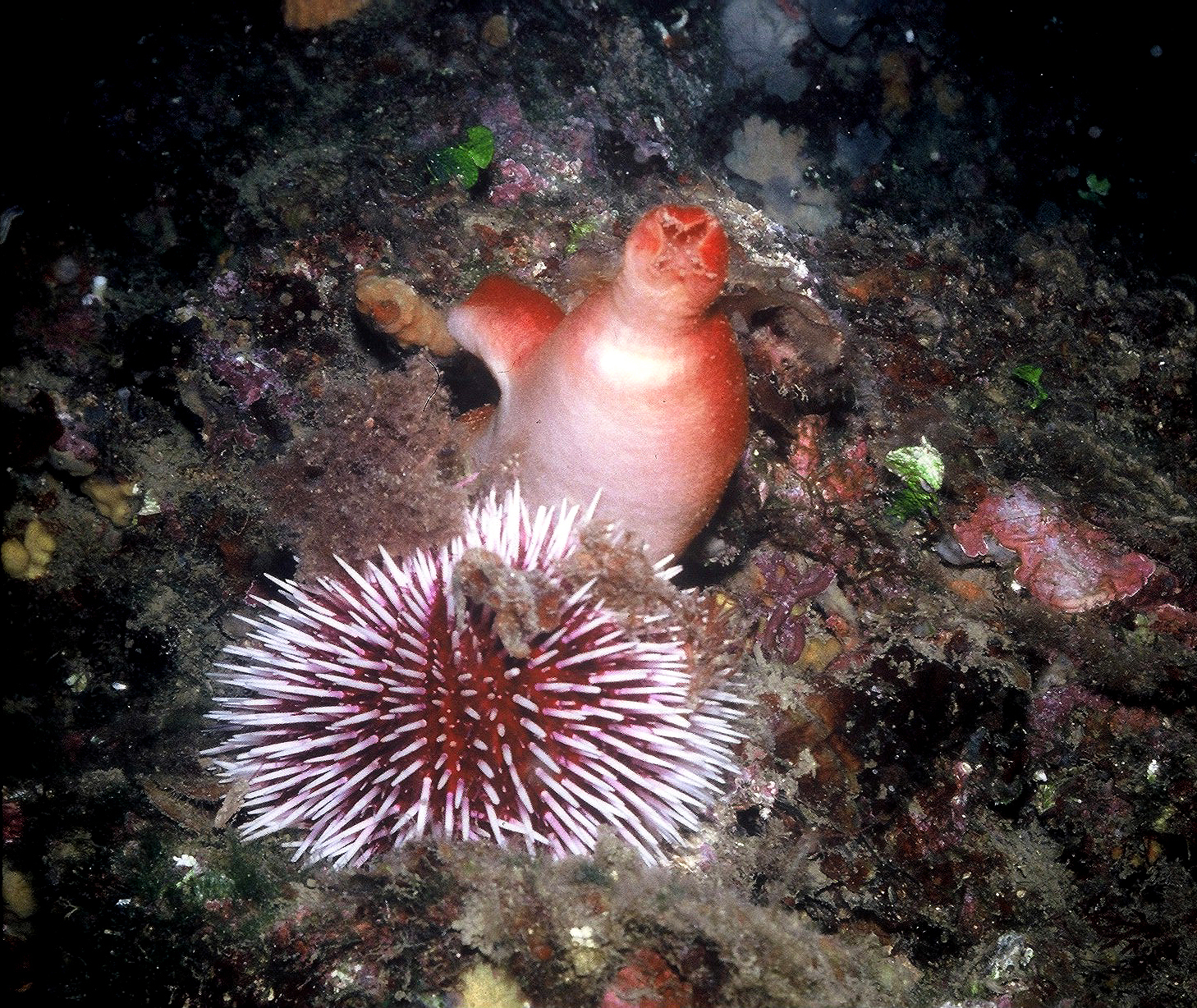
Sphaerechinus granularis peut vivre très profond.
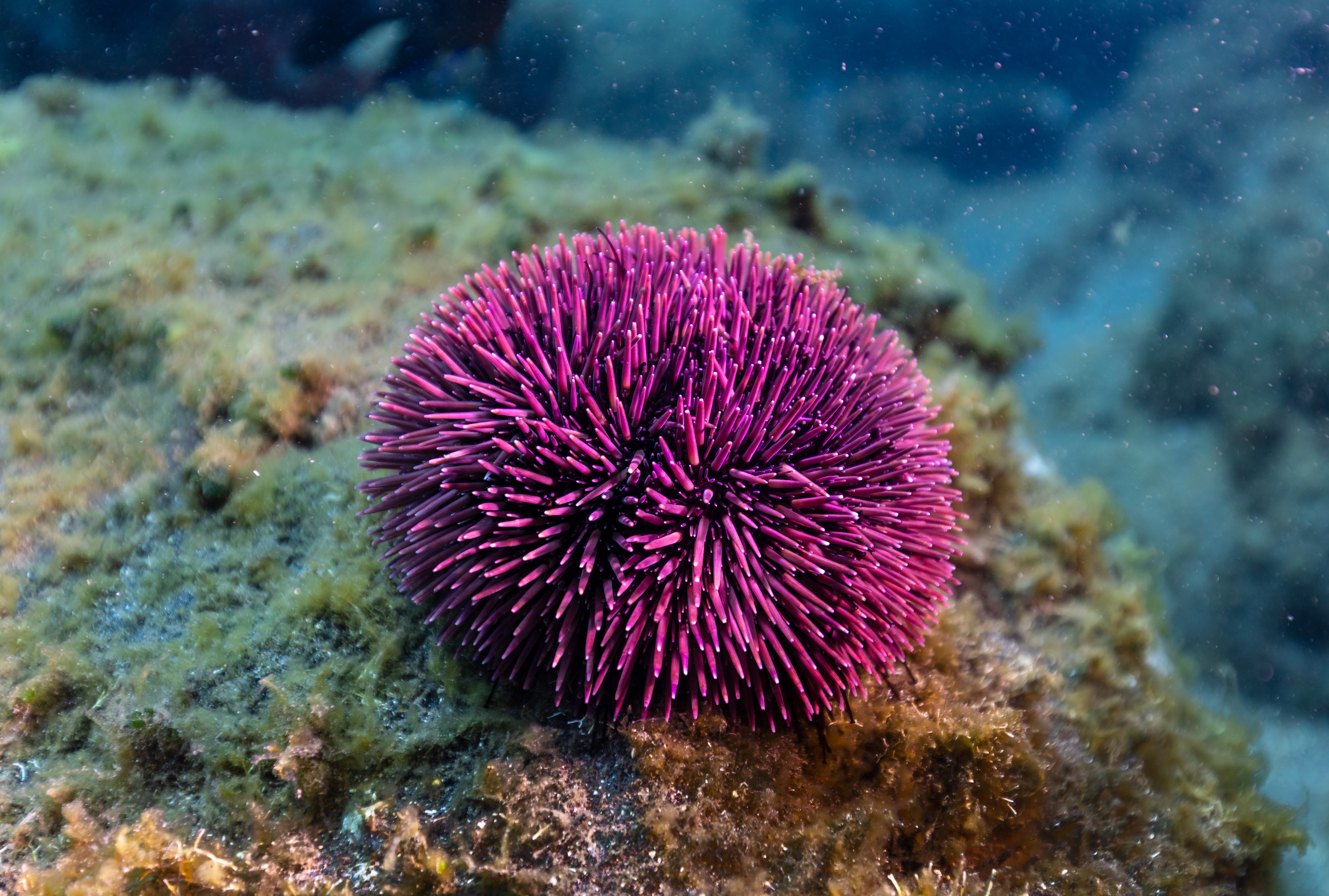
S. granularis au Portugal.
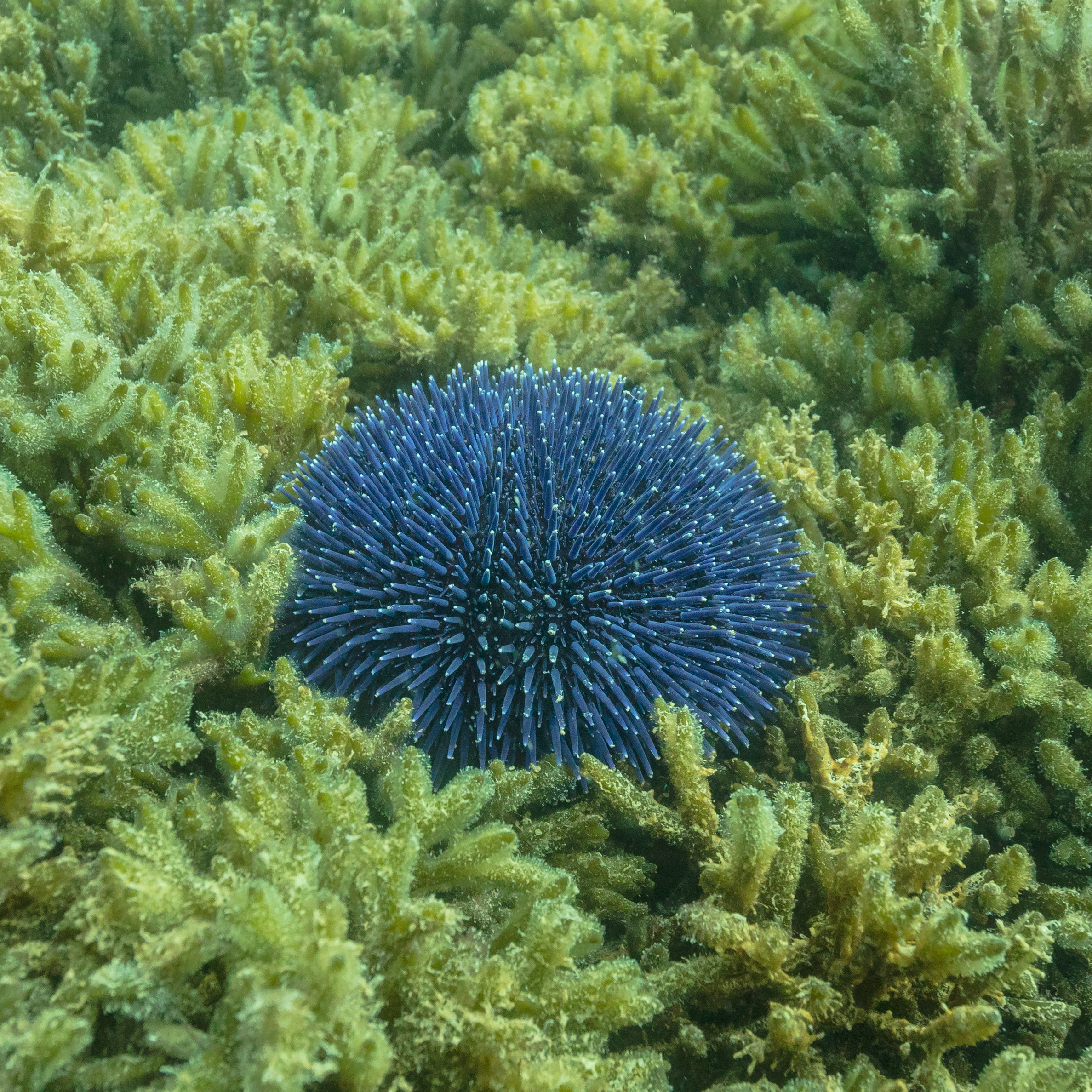
S. granularis dans le parc naturel de l'Arrábida, Portugal.
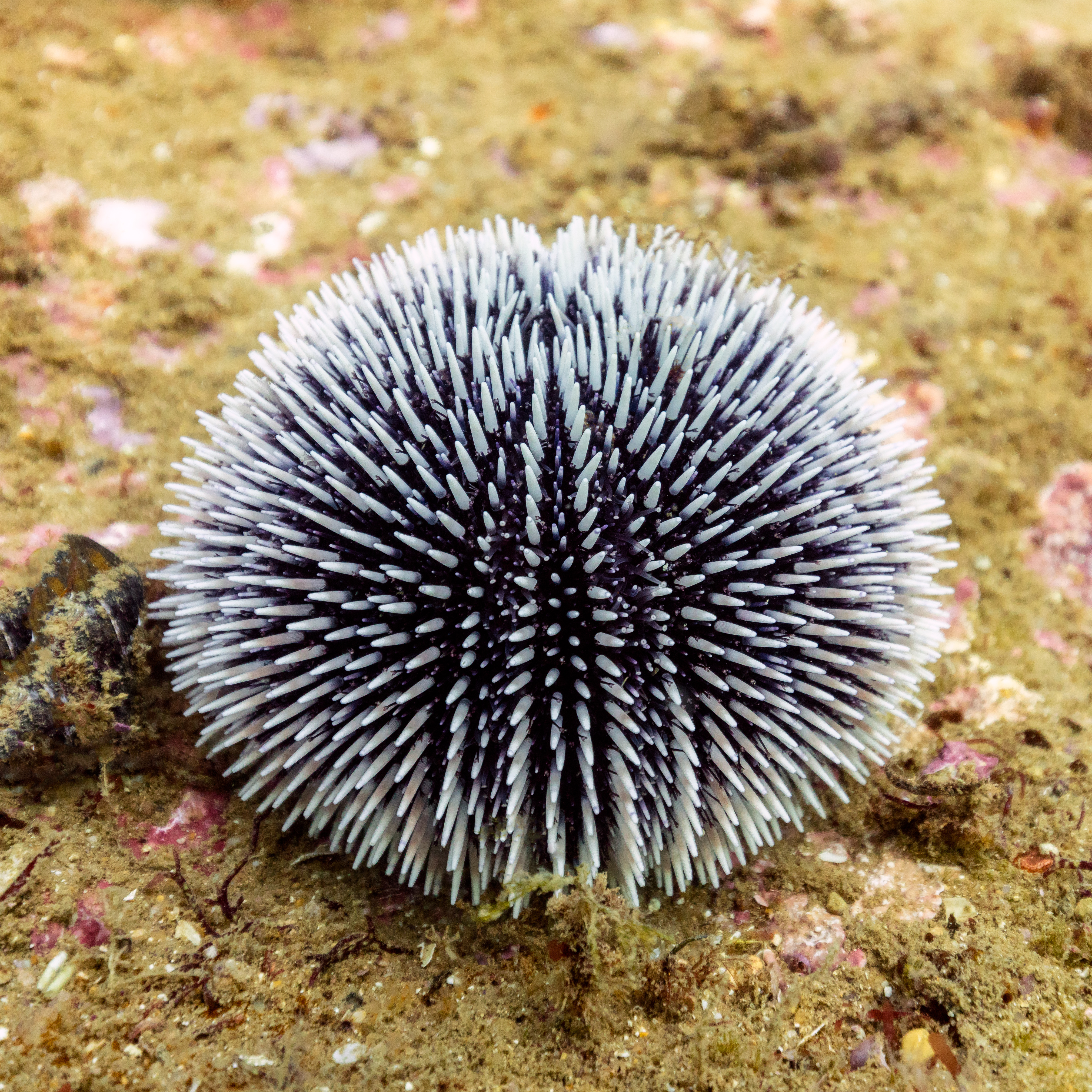
Autre Sphaerechinus granularis dans le parc naturel de l'Arrábida.

## Écologie et comportement
Cet oursin est principalement herbivore : il se nourrit surtout d'algues encroûtantes, comme Lithophyllum incrustans, qu'il racle de la roche au moyen de sa mâchoire pourvue de dents puissantes (appelée « lanterne d'Aristote »). Il peut aussi se nourrir des feuilles mortes dans les herbiers de posidonies.
Il utilise souvent ses podia et ses pédicellaires pour agglutiner des morceaux d'algues et de roches afin de s'en recouvrir, pour se camoufler et se protéger des prédateurs.
La reproduction a lieu au printemps. Elle est gonochorique : mâles et femelles relâchent leurs gamètes en même temps en pleine eau, où œufs puis larves vont évoluer parmi le plancton pendant quelques semaines avant de se fixer. C'est un oursin à croissance particulièrement rapide.
Ses principaux prédateurs sont des étoiles de mer, comme Marthasterias glacialis ou Luidia ciliaris. Il peut vivre en association avec d'autres oursins comme Arbacia lixula, Paracentrotus lividus et, en profondeur, Centrostephanus longispinus.

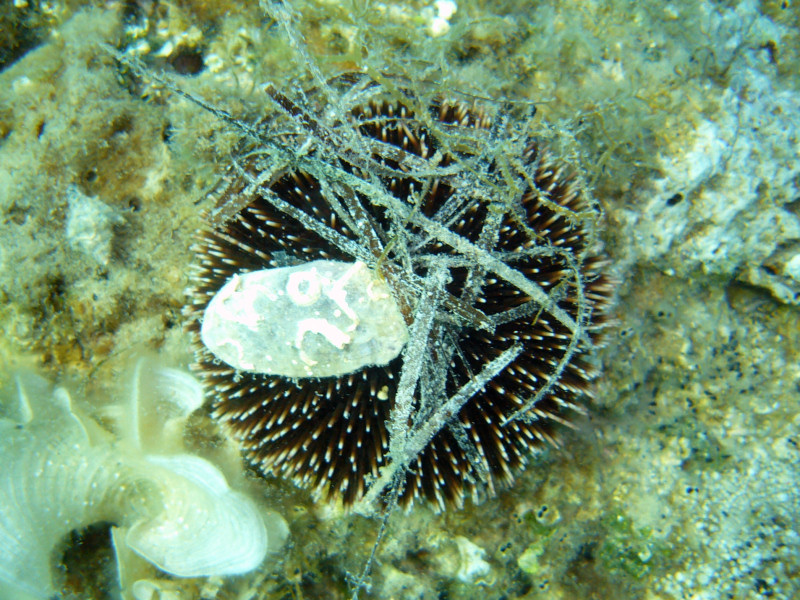
Cet oursin se recouvre souvent d'objets pour se protéger.
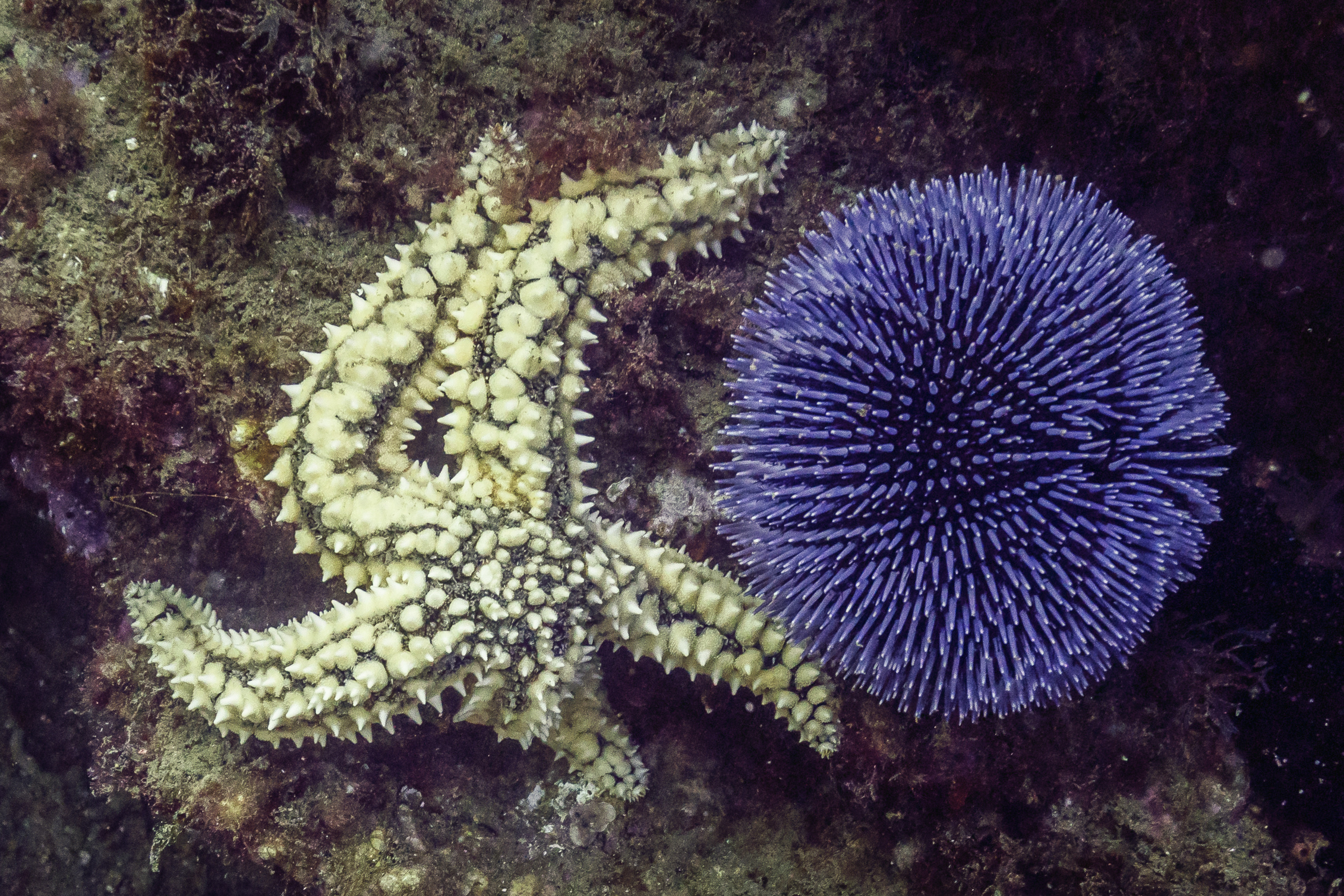
Avec un de ses prédateurs, l'étoile Marthasterias glacialis.

## Systématique
L'espèce Sphaerechinus granularis a été décrite par le naturaliste français Jean-Baptiste de Lamarck en 1816, sous le nom initial dEchinus granularis. Reclassé par Pierre Jean Édouard Desor en 1856 dans le genre Sphaerechinus.
Son nom scientifique vient d'abord du grec latinisé : Sphaerechinus signifie « oursin sphérique » en raison de la forme de cet oursin. Granularis est quant à lui un adjectif latin qui veut dire « granuleux », en raison de l'aspect du test de cet animal.

### Nom vernaculaire
En français, cet oursin est appelé « Oursin granuleux », mais aussi « Oursin émoussé », « oursin violet », « oursin bleu », « oursin à pointes blanches », « savonnette » ou encore « oursin lampion ».
Dans les autres langues, on l'appelle Violet sea urchin en Anglais, Erizo violaceo, erizo de mar violetta, carotta violetta, ourizo ou encore itsas triku bioletta en Espagnol, Violetter Seeigel en Allemand, Paarse zee-egal en néerlandais, et enfin Ouriço-do-mar violeta en Portugais.

### Taxinomie
Selon ITIS (4 octobre 2013), World Register of Marine Species (4 octobre 2013) et NCBI (4 octobre 2013), Sphaerechinus granularis est la seule espèce connue du genre Sphaerechinus.

## L'oursin granuleux et l'Homme
L'oursin granuleux est aussi appelé « oursin émoussé » : en effet ses piquants ne sont pas très pointus, et sont donc sans danger pour l'Homme. Ses pédicellaires sont venimeux, mais inoffensifs pour les humains.
C'est un oursin comestible, mais beaucoup moins apprécié en oursinade que ses cousins Paracentrotus lividus et Echinus esculentus, à cause de la taille plus réduite de ses gonades. La pêche de cette espèce est réglementée.